# Jaumet, Jordinet i Joanet
Jaumet, Jordinet i Joanet (Huey, Dewey i Louie a l'original) són tres personatges de dibuixos animats creats el 1937 per l'escriptor Ted Osborne i el dibuixant Al Taliaferro, i són propietat de The Walt Disney Company. Són nebots de l'ànec Donald i renebots de l'Oncle Garrepa. Igual que els seus oncles, els nois són ànecs blancs antropomòrfics amb becs i peus de color groc ataronjat. Normalment utilitzen samarretes i gorres de beisbol de colors, que de vegades s'utilitzen per diferenciar cada personatge. Jaumet, Jordinet i Joanet han realitzat diverses aparicions animades tant en pel·lícules com en televisió, però els còmics segueixen sent el seu mitjà principal. El trio són uns dels personatges amb més aparicions al còmic del món. La base de dades de Comic Vine els situa, amb més de 13.000 aparicions, en la sisena posició en total i, fora del gènere de superherois, com el segon després de Donald i immediatament per sobre de Mickey Mouse. Hi destaquen més de 2.700 aparicions registrades a la sèrie italiana Topolino, que va proveir de material a revistes publicades a Espanya com Don Miki (encara sense aparèixer en aquesta base de dades).
Tot i que els nois eren creats originalment com a creadors de problemes per provocar el famós caràcter de Donald, les aparicions posteriors els van mostrar com actius valuosos per a ell i l'Oncle Garrepa per a les seves aventures. Els tres nois són membres de l'organització fictícia d'escoltisme dels Junior Woodchucks.

## Orígens
Huey, Dewey i Louie van ser la idea d'Al Taliaferro, l'artista de la tira còmica Silly Symphonies, on es va presentar l'ànec Donald. El departament de Walt Disney Productions Story, el 5 de febrer de 1937, va enviar a Taliaferro un memorial que el reconeixia com la font de la idea del curtmetratge planejat, Donald's Nephews. Els nebots van debutar a la tira còmica de Taliaferro, que en aquest moment havia estat rebatejada com a Donald Duck el diumenge 17 d'octubre de 1937, gairebé sis mesos abans de l'aparició als cinemes. Segons Don Rosa, Carl Barks va afirmar que de fet eren la seva creació mentre treballaven com a escriptor en dibuixos animats d'Ànec Donald el 1937. Els noms van ser elaborats per Dana Coty, qui s'encarregava de gags a Disney, que els va agafar d'Huey Long, Thomas Dewey i Louis Schmitt, un animador del Disney Studio dels anys 30 i 40. La introducció dels nebots per part de Taliaferro va emular els tres nebots de la tira "Happy Hooligan" i també va ser influenciada pels nebots de Mickey Mouse, Morty i Ferdie Fieldmouse.
A la sèrie televisiva Ducktales (2017) es van revelar els noms complets dels tres ànecs:
- Huey = Huebert Duck
- Dewey = Dewford Duck
- Louie = Llewellyn Duck

En anglès els tres noms rimen, ja que es pronuncien [ˈhjui] (jiúi), [ˈdui] (dúi) i [ˈlui] (lúi).

### Fons de caràcter

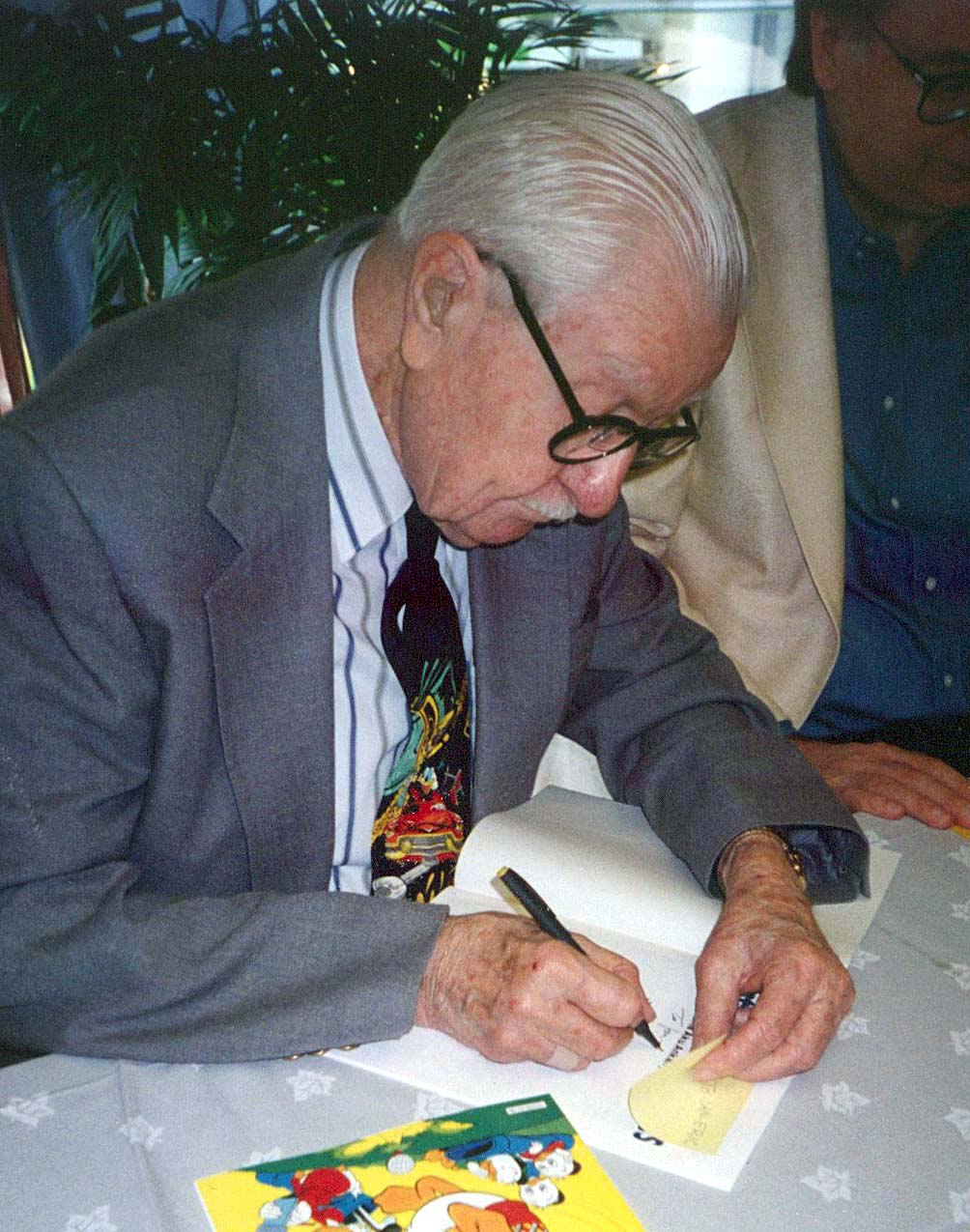
Carl Barks (1994)

Jaumet, Jordinet i Joanet són els fills de la germana de Donald Della Duck; a Donald's Nepehew, la seva mare es diu Dumbella. En els curts originals, van ser enviats originalment a visitar Donald durant només un dia; en els còmics, els tres van ser enviats a quedar-se amb Donald de forma temporal, fins que el seu pare va tornar de l'hospital (els nois van acabar enviant-lo després de posar-li petards sota la cadira). Tant en els còmics com en els curts d'animació, els pares dels nois mai no s'han vist ni s'han esmentat després d'aquests casos, i els nois acabaven vivint permanentment amb Donald. Tots quatre viuen a la ciutat fictícia de Duckburg, a l'estat fictici de Calisota.
Els tres ànecs destaquen per les seves idèntiques aparences i personalitats. Una broma corrent implica que els tres de vegades fins i tot acaben les frases de l'altre. En els curts, Huey, Dewey i Louie solen comportar-se de manera rimbombant i entremaliada, i de vegades comet esrepresàlies o venjança del seu oncle Donald. En els còmics, tanmateix, tal com van ser desenvolupats per Al Taliaferro i Carl Barks, els joves ànecs es representen amb millor comportament, assistint freqüentment el seu oncle l'Ànec Donald i el besoncle Garrepa en les seves aventures. En els primers còmics de Barks, els ànecs encara eren salvatges i rebels, però el seu caràcter va millorar considerablement a causa de la seva afiliació als Junior Woodchucks i la bona influència de la seva sàvia bestia Elvira Coot. Segons Don Rosa, Huey, Dewey i Louie es van convertir en membres dels Junior Woodchucks quan tenien uns 11 anys. També afirma que a més són nebots de Daisy Duck per part de pare.

### Colors de la roba de Jaumet, Jordinet i Joanet
En els primers comic books i curtmetratges, les gorres de Jaumet, Jordinet i Joanet eren de colors a l'atzar, depenent del caprici del colorista.
En poques ocasions fins a 1945 i la majoria dels dibuixos animats posterior, els tres nebots portaven equipaments idèntics (freqüentment vermells). No va ser fins als anys vuitanta quan es va establir que Jaumet anava vestit de vermell, Jordinet en blau i Joanet en verd. Algunes combinacions aleatòries apareixen a la primera merxandatge de Disney i en llibres com el taronja i el groc. Una altra combinació que apareix de tant en tant és Jaumet en blau, Jordinet en verd i Joanet en vermell. En la història, aquesta incoherència s'explica a causa dels ànecs que es presten la roba de l'altre.
En els còmics de l'Ànec Donald i l'oncle Scrooge, de tant en tant, el trio es vesteix amb els seus vestits habituals, però en comptes de tenir els seus colors habituals, tots ells vesteixen de negre (o el mateix color fosc), fent-los visualment idèntics, utilitzant el color del barret per distingir-se.

### Phooey Duck
En algunes ocasions, algun artista per error ha dibuixat quatre nebots i l'error no es va detectar i es va publicar. Aquest quart nebot ha estat nomenat Phooey Duck per l'editor de còmics de Disney Bob Foster.

## Adaptacions dels noms
| Llengua           | Noms                                             |
| ----------------- | ------------------------------------------------ |
| Alemany           | Tick, Trick und Track                            |
| Àrab              | سوسو, توتو، لولو (Sousou, Touto, Loulou)         |
| Castellà espanyol | Juanito, Jorgito y Jaimito                       |
| Castellà americà  | Hugo, Paco i Luis                                |
| Croata            | Hinko, Dinko i Vinko                             |
| Danès             | Rip, Rap og Rup                                  |
| Eslovè            | Pak, Zak in Mak                                  |
| Esperanto         | Huĉjo, Duĉjo kaj Luĉjo                           |
| Estoni            | Hups, Tups ja Lups                               |
| Faroès            | Dinni, Danni og Dunni                            |
| Finès             | Tupu, Hupu ja Lupu                               |
| Francès           | Riri, Fifi et Loulou                             |
| Grec              | Χιούι, Ντιούι και Λιούι (Khioúi, Dioúi ke Lioúi) |
| Holandès          | Kwik, Kwek en Kwak                               |
| Hongarès          | Tiki, Niki és Viki                               |
| Indonesi          | Kwak, Kwik dan Kwek                              |
| Islandès          | Ripp, Rapp og Rupp                               |
| Italià            | Qui, Quo e Qua                                   |
| Japonès           | ヒューイ・デューイ・ルーイ Hyūi, Dyūi, Rūi       |
| Noruec            | Ole, Dole og Doffen                              |
| Polonès           | Hyzio, Dyzio i Zyzio                             |
| Portuguès         | Huguinho, Zezinho e Luisinho                     |
| Rus               | Билли, Вилли и Дилли Billi, Villi i Dilli        |
| Serbi             | Раја, Гаја и Влаја (Raja, Gaja i Vlaja)          |
| Suec              | Knatte, Fnatte och Tjatte                        |
| Txec              | Bubík, Dulík a Kulík                             |
| Turc              | Cin, Can ve Cem                                  |

L'adaptació al català és la traducció de la versió castellana d'Espanya, que és la més coneguda pel públic de parla catalana.

## Aparicions dels personatges

### Pel·lícules
Després de l'era de teatral shorts va acabar, van aparèixer dins:
- Donald Duck Presents (1983)
- DuckTales (1987)
- Sport Goofy in Soccermania (1987)
- DuckTales the Movie: Treasure of the Lost Lamp (1990)
- Quack Pack (1996)
- Mickey Mouse Works (1999)
- Mickey's Once Upon a Christmas (1999)
- House of Mouse (2001)
- Mickey's Magical Christmas: Snowed in at the House of Mouse (2001)
- Mickey's House of Villains (2002)
- Mickey's Twice Upon a Christmas (2004)

A la pel·lícula de 1988, Qui ha enredat en Roger Rabbit?, Jaumet, Jordinet i Jaumet, apareixen a una imatge d'un diari a l'oficina d'Eddie Valiant. El 1990, els nois també van fer una aparició a l'especial de televisió antidroga Cartoon All-Stars to the Rescue. A més, també van aparèixer a Duck Tales la pel·lícula on van a la recerca de tresors amb el seu oncle Garrepa i acaben fent-se amistats amb un geni amable. A mesura que avança la pel·lícula, fan desitjos inimaginables i acaben per ajudar a l'oncle Scrooge a enfrontar-se a un vell enemic. També fan un cameo a Mickey's Christmas Carol.

#### Llista de curtmetratges d'animació
| #  | Curt                        | Data                   | Colors de samarretes                 | Notes                                                                                                  |
| -- | --------------------------- | ---------------------- | ------------------------------------ | --- |
| 1  | Donald's Nephews            | 15 d'abril de 1938     | Vermell, verd, taronja               | |
| 2  | Good Scouts                 | 9 de juliol de 1938    | Uniformes d'escorta                  | |
| 3  | Donald's Golf Game          | 4 de novembre de 1938  | Vermell, groc, taronja               | |
| 4  | The Hockey Champ            | 28 d'abril 1939        | Vermell, verd, taronja               | |
| 5  | Sea Scouts                  | 39 de juny de 1939     | Tots de vermell                      | |
| 6  | Mr. Duck Steps Out          | 7 de juny de 1940      | Groc, verd, vermell                  | També protagonitzat per Daisy Duck                                                                     |
| 7  | Fire Chief                  | 13 de desembre de 1940 | Vermell, groc, blau/ tots de vermell | |
| 8  | All Together                | 13 de gener de 1942    | Tots de vermell                      | A WWII Cartoon                                                                                         |
| 9  | The Nifty Nineties          | 20 de juny de 1941     | Tots de blau                         | A Mickey Mouse Cartoon                                                                                 |
| 10 | Truant Officer Donald       | 1 d'agost de 1941      | Vermell, verd, taronja               | |
| 11 | Donald's Snow Fight         | 10 d'abril de 1942     | Vermell, verd, taronja               | |
| 12 | Home Defense                | 26 de novembre de 1943 | Tots de vermell                      | |
| 13 | Donald Duck and the Gorilla | 31 de març de 1944     | Vermell, groc, verd                  | |
| 14 | Donald's Off Day            | 8 de desembre de 1944  | Tots de vermell                      | |
| 15 | Donald's Crime              | 29 de juny de 1945     | Vermell, verd, taronja               | També protagonitzat per Daisy Duck                                                                     |
| 16 | Straight Shooters           | 18 d'abril de 1947     | Tots de vermell                      | |
| 17 | Soup's On                   | 15 d'octubre de 1948   | Tots de vermell                      | |
| 18 | Donald's Happy Birthday     | 11 de febrer de 1949   | Tots de vermell                      | |
| 19 | Lion Around                 | 20 de gener de 1950    | Tots de vermell                      | |
| 20 | Lucky Number                | 20 de juliol de 1951   | Tots de vermell                      | |
| 21 | Trick or Treat              | 10 d'octubre de 1952   | Diversos vestits de Halloween        | També protagonitzat per la bruixa Hazel                                                                |
| 22 | Don's Fountain of Youth     | 30 de maig de 1953     | Tots de vermell                      | |
| 23 | Canvas Back Duck            | 25 de desembre de 1953 | Tots de vermell                      | També presenta a Pete                                                                                  |
| 24 | Spare the Rod               | 15 de gener de 1954    | Tots de verd o de vermell            | |
| 25 | Donald's Diary              | 5 de març de 1954      | Tots de blau clar                    | També protagonitzat per Daisy Duck; en aquesta història el trio son nebots de Daisy, però no de Donald |
| 26 | The Litterbug               | 21 de juny de 1961     | Vermell, groc, verd                  | |
| 27 | Donald's Fire Survival Plan | 1965                   | Tots de vermell                      | |

També van aparèixer amb Oncle Garrepa, però sense Donald a Scrooge McDuck i Money .

### Còmics
Dins els còmics, Jaumet, Jordinet i Joanet solen tenir un paper important en la majoria de les històries que involucren el seu oncle Donald o el seu besoncle Garrepa, acompanyant-los en la majoria de les seves aventures. També es pot veure als còmics l'adhesió dels nois a l'organització similar a Boy Scouts, els Junior Woodchucks, incloent-hi la guia Junior Woodchucks, un manual que conté tota mena d'informació sobre pràcticament tots els temes possibles (però, hi ha alguns recursos, com les antigues biblioteques de Tralla La, que contenen informació no trobada a la guia). Aquesta excel·lent organització juvenil, que té els objectius de preservar el coneixement i preservar el medi ambient, va ser fonamental en l'evolució dels tres germans.
Al la continuïtat (no oficial) dels còmics de l'escriptor Don Rosa, Jaumet, Jordinet i Joanet van néixer cap a 1940 a Duckburg. Fidel al seu estil jocós, Rosa de tant en tant fa subtils referències al misteri incalculable de la vida dels tres nens: què va passar dels seus pares? En la seva sèrie èpica còmica, Life and Times de Scrooge McDuck, Rosa mostra com Scrooge va conèixer per primera vegada a Donald i als seus nebots, dient: "Tampoc no estic acostumat a familiars! Els pocs que tenia sembla... que han desaparegut ... " Els germans responen: "Sabem com se sent això, Oncle Garrepa!"

#### Històries oficials
- Walt Disney's Comics & Stories (1940) (Boom! Studios)
- Walt Disney's Christmas Parade (1949) (Dell)
- Walt Disney's Vacation Parade (1950) (Dell)
- Walt Disney's Silly Symphonies (1952) (Dell)
- Walt Disney's Donald Duck (1952) (Boom! Studios)
- Walt Disney's Mickey Mouse (1952) (Boom! Studios)
- Walt Disney's Uncle Scrooge (1953) (Boom! Studios)
- Walt Disney's Donald Duck Beach Party (1954) (Dell)
- Walt Disney's Picnic Party (1955) (Dell)
- Walt Disney's Chip 'n' Dale (1955) (Dell)
- Walt Disney's Donald Duck in Disneyland (1955) (Dell)
- Walt Disney's Mickey Mouse in Frontierland (1956) (Dell)
- Walt Disney's Mickey Mouse in Fantasyland (1957) (Dell)
- Walt Disney's Christmas in Disneyland (1957) (Dell)
- Walt Disney's Mickey Mouse Almanac (1957) (Dell)
- Walt Disney's Uncle Scrooge Goes to Disneyland (1957) (Dell)
- Walt Disney's Vacation in Disneyland (1958) (Dell)
- Walt Disney's Disneyland Birthday Party (1958) (Dell)
- Walt Disney's Donald and Mickey in Disneyland (1958) (Dell)
- Walt Disney's Huey, Dewey, and Louie: Back to School (1958) (Dell)
- Walt Disney's Summer Fun (1959) (Dell)
- Walt Disney's Ludwig Von Drake (1961) (Dell)
- Walt Disney's Donald Duck Album (1962) (Dell)
- Walt Disney's Beagle Boys (1964) (Gold Key)
- Walt Disney's Super Goof (1965) (Gold Key)
- Walt Disney's Huey, Dewey and Louie: Junior Woodchucks (1966) (Gold Key)
- Walt Disney's Chip 'n' Dale (1967) (Gold Key)
- Walt Disney's Moby Duck (1967) (Gold Key)
- Walt Disney Comics Digest(1968) (Gold Key)
- Walt Disney Showcase (1970) (Gold Key)
- Walt Disney's Daisy and Donald (1973) (Gold Key)
- Walt Disney's Uncle Scrooge Adventures (1987) (Gladstone)
- Walt Disney's Donald Duck Adventures (Gladstone, 1987/Disney, 1990/Gemstone, 2003)
- Walt Disney's Mickey and Donald (1988) (Gladstone)
- Ducktales (1988) (Gladstone)
- Ducktales (1990) (Disney)
- Goofy Adventures (1990) (Disney)
- Walt Disney's Holiday Parade (1990) (Disney)
- Walt Disney's Autumn Adventures (1990) (Disney)
- Walt Disney's Junior Woodchucks (1991) (Disney)
- Walt Disney's Summer Fun (1991) (Disney)
- Disney's Colossal Comics Collection (1991) (Disney)
- Walt Disney's Donald and Mickey (1993) (Gladstone)
- Walt Disney's Donald Duck & Mickey Mouse (1995) (Gladstone)
- Walt Disney's Spring Fever (2007) (Gemstone)
- Donald Duck: The Halloween Huckster (2008) (Gemstone)
- Darkwing Duck (2010) (Boom! Studios)
- Disney's Hero Squad (2010) (Boom! Studios)
- Walt Disney's Uncle Scrooge: The Hunt For The Old Number One (2010) (Boom! Studios)
- DuckTales (2011) (Boom! Studios)
- Donald Duck and Friends: Feather of Fury (2011) (Boom! Studios)
- Donald Duck and the Treasure Island (2012) (Disney)

### Televisió

#### DuckTales

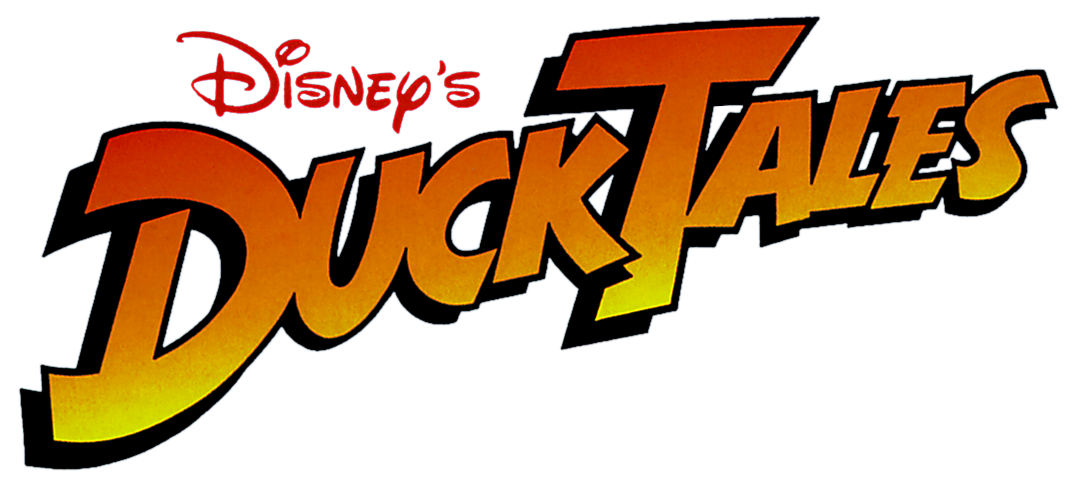
Logo de les DuckTales (1987)

Posteriorment van protagonitzar la sèrie de televisió animada de 1987 DuckTales, en la qual van aparèixer en aventures amb el seu besoncle, Garrepa (Donald s'havia alistat a la Marina dels EUA). Les personalitats dels nois a aquesta sèrie es basaven principalment en les seves aparicions en còmics més que en els curtmetratges.
Una nova adaptació de la sèrie, una vegada més, titulada, DuckTales també inclou els tres germans, tot i que amb dissenys diferents, les veus i personalitats són com a Quack Pack. Es traslladen a la casa de Scrooge amb Donald després que el vaixell on van viure es destrueixi accidentalment. En el nou lliurament, els germans també viatgen en aventures amb Scrooge, ara amb Donald a prop. El primer episodi també mostra una imatge de Della, la mare de les trigemins, que també va recórrer el món en aventures amb Donald i Garrepa. A la versió original es va canviar el veritable nom de Dewey (Jordinet) a Dewford, alhora que feia de Deuteronomi el seu segon nom, i el veritable nom de Louie (Joanet) per a Llwellyn, un fet que sembla avergonyir-lo.

#### Quack Pack
Jaumet, Jordinet i Joanet també van protagonitzar la sèrie Quack Pack, de la dècada de 1990, en la qual els tres van ser retratats com a adolescents. A Quack Pack, els nois van rebre personalitats diferenciades, amb Jaumet com a líder del grup, Jordinet com a geni d'ordinador i Joanet com a esportista. Després de Quack Pack, els nois van tornar a les seves edats originals en aparicions futures, incloent la sèrie Mickey Mouse Works, de la dècada de 2000, i després van tornar a créixer a House of Mouse. En aquesta es van convertir en una banda musical amb una varietat d'estils diferents (normalment com "The Quackstreet Boys"). També presenten un lloc destacat en una part de la pel·lícula d'animació per ordinador, Mickey's Twice In a Christmas de 2004.

### Videojocs
Jaumet, Jordinet i Joanet apareixen en el tercer joc de Magical Quest. L'objectiu del joc és rescatar-los de les urpes del vilà Rei Pete. El trio també apareix a Quackshot pilotant l'avió de Donald mentre viatja pel món a la recerca d'un tresor perdut.
També apareixen en L'Afortunat Dime Tàpera pel Sega Master system, on són segrestats per Magica De Spell. Donald ha de trobar la moneda de la sort de l'Oncle Garrepa i hi arrisca la seva seguretat.
També apareixen en Donald Duck: Goin 'Quackers, ajudant a Donald a rescatar Daisy.
També apareixen a Mickey's Speedway USA, Duck Tales i Dance Dance Revolution: Disseny Mix.

#### Kingdom Hearts
A Kingdom Hearts treballen a una botiga d'articles a Traverse Town. A Kingdom Hearts II, dirigeixen individualment una botiga d'articles (Jaumet), una botiga d'armes (Joanet) i una botiga d'accessoris (Jordinet) a Hollow Bastion i Radiant Garden. En tots dos terminis, tots es veuen tornant al Castell de Disney. Reapareixen en Kingdom Hearts: Birth By Sleep a Disney Town, recreant sabors de gelat, aquesta vegada amb un paper amb diàleg. Apareixen una vegada més en el joc mòbil Kingdom Hearts Unchained concedint medalles als jugadors per unes quantitats determinades de punts d'experiència. Apareixen a Twilight Town a Kingdom Hearts III, on cadascun d'ells corre per torns cap a la botiga gde xiclet. En totes les seves aparicions a Kingdom Hearts, tenen un aspecte semblant a la seva aparició a les DuckTales originals.

### Parcs i atraccions
Jaumet, Jordinet i Joanet han aparegut com a personatges a Tokyo Disney i Disneyland Paris.

## Influències culturals
- A la pel·lícula de ciència-ficció de 1972, Naus silencioses, dirigida per Douglas Trumbull, el personatge principal, Lowell, fa amistat amb tres drons i els anomena Huey, Dewey i Louie. Els avions no tripulats apareixen en els seus colors semioficials: Huey és de color taronja vermellós, Dewey és blau i Louie és verd.
- A la sèrie de televisió canadenca Due South, dos dels detectius del departament de policia de Chicago, on hi té lloc la sèrie, es denominen Jack Huey i Louis (Louie) Gardino. Després de la segona temporada, Gardino és substituït pel detectiu Thomas Dewey. Sovint són anomenats com a "nois d'ànec" per altres personatges.
- En l'episodi de Cowboy Bebop "Waltz for Venus", Spike i Faye capturen tres caps de recompensa menors anomenats Louey, Huey i Dewey.
- Tots ells van aparèixer en el episodi de Robot Chicken "Some like it Hitman". En aquest esbós, demanen al seu oncle Donald si poden veure la seva mare (Della Duck) de nou.
- Els tres prototips dels dispositius ambientals MooresCloud es van nomenar "Huey, Dewey i Louie" quan es van presentar per primera vegada a la premsa tècnica a Sydney, Austràlia, pel futurista Mark Pesce.[10]
- A The Dukes of Hazzard, Boss Hogg té un nebot anomenat Hughie Hogg (que apareix en diversos episodis de la segona temporada), mentre que el germà gran de Boss Hogg, Louie Hogg, apareix a la temporada sisena "How To Succeed In Hazzard".
- En el joc de rol post-apocalíptic de 1988 Wasteland, el partit del jugador pot neutralitzar una banda liderada per trigemins anomenada Huey, Dewey i Louie.